# Prosoplus ochreosticticus
Prosoplus ochreosticticus là một loài bọ cánh cứng trong họ Cerambycidae.